# Айдит, Дипа Нусантара
Ди́па Нусанта́ра А́йдит (индон. Dipa Nusantara Aidit; 30 июля 1923 — 22 ноября 1965) — деятель рабочего движения в Индонезии, коммунист, один из руководителей Коммунистической партии Индонезии.

## Биография
Айдит родился на острове Банка в семье лесника. Окончил коммерческую школу и «Академию общественно-политических наук» в Индонезии. Политическую деятельность начал с 1939 г., участвуя в работе юношеских организаций. С 1940 г. и до японской оккупации в 1942 г. был членом Гериндо («Индонезийское народное движение»). С 1943 г. — член Коммунистической партии Индонезии. В 1944 г. стал одним из руководителей подпольной антифашистской организации «Движение свободной Индонезии». В 1945 г. за участие в борьбе за независимость арестовывался японскими, а затем англо-голландскими военными властями.
После провозглашения Индонезийской Республики (1945 г.) Айдит был одним из руководителей организации Песиндо («Социалистическая молодёжь Индонезии»). В январе 1947 г. избран в члены Центрального комитета, а в 1948 г. — в члены Политбюро ЦК компартии Индонезии. С 1951 г. по 1954 г. Айдит был секретарём ЦК КПИ, а с 1954 г. по сентябрь 1959 г. — генеральным секретарём партии. С сентября 1959 г., в связи с упразднением поста генерального секретаря, — председатель ЦК КПИ.
Хотя Айдит был марксистом и членом Коминтерна, он принял концепцию мархаэнизма Сукарно и позволил партии расти без всяких притязаний на власть. По всей видимости, он стал генеральным секретарём КПИ именно в обмен на поддержку Сукарно (тем более, что в управление КПИ была передана нефтяная компания «Пертамина» — то есть поддержка власти партией была фактически куплена). Под руководством Айдита Коммунистическая партия Индонезии стала третьей в мире по численности (после компартий СССР и Китая).
Айдит основал ряд общественных организаций, связанных с КПИ (например, «Движение женщин Индонезии») и установил тесные контакты с существовавшими организациями, такими как Песиндо, которая была переименована в «Народную молодёжь». Благодаря активной работе этих организаций и осуществлению социальных программ, КПИ выиграла выборы 1955 г. с большим перевесом над другими партиями.
Айдит был также членом Высшего консультативного совета (с 1959 г.), заместителем председателя Временного народного консультативного конгресса (с 1960 г.), заместителем председателя Национального фронта Индонезии (с 1961 г.), министром без портфеля (с 1962 г.).

## Гибель
После провала попытки военного переворота, устроенной группой младших армейских офицеров в Джакарте 1 октября 1965 года, Айдит был обвинён командованием Национальной армии Индонезии в том, что он инспирировал эти события и вдохновлял мятежников. Пытаясь скрыться, бежал из столицы на Центральную Яву. Был пойман и 22 ноября 1965 года расстрелян в ходе массовых антикоммунистических расправ.

## Сочинения
- Pilihan tulisan, dj. 1 — 2, Djakarta, 1959 — 60.
- Краткая история Коммунистической партии Индонезии. М., 1956
- Индонезийское общество и индонезийская революция. М., 1958
- Уроки истории коммунистической партии Индонезии. М., 1961
- Избранные произведения. Статьи и речи. М., 1962.

## Образ Айдита в искусстве
- Роль Айдита в фильме Арифина Нура «Предательство Движения 30 сентября /КПИ» сыграл Щубах Аса. Фильм был выпущен в прокат в 1984 г. и стал самым кассовым фильмом года[2].